# Nompumelelo Nyandeni
Nompumelelo „Mpumi“ Nyandeni (* 19. August 1987 in Mpumalanga) ist eine südafrikanische Fußballspielerin.

## Leben

### Fußballkarriere

#### Im Verein
Nyandeni startete ihre Fußballkarriere in ihrer Heimatstadt Mpumalanga für die Detroit Ladies. Im Sommer 2010 verließ sie die Detroit Ladies aus Mpumalanga und wechselte nach Russland zum russischen Meister WFC Rossiyanka.

#### Im Nationalteam
Seit 2007 ist Nyandeni Nationalspielerin für die Südafrikanische Fußballnationalmannschaft der Frauen. Nyandeni wurde am 5. Juli 2012 für die Olympischen Sommerspiele 2012 in London nominiert. Am 15. Oktober 2014 machte sie ihr 100. Länderspiel.

### Privates
Im Frühjahr 2010 nahm sie an der FIFA-Kampagne für die Verbesserung der Gesundheit durch Freizeit-Fußball zusammen mit Cristiano Ronaldo, Lionel Messi und Didier Drogba teil.